# Peur(s) du noir
Pour les articles homonymes, voir Peur du noir.
Pour plus de détails, voir Fiche technique et Distribution.
Peur(s) du noir est un film d'animation français sorti le 13 février 2008, composé d'un ensemble de courts-métrages traitant de la peur du noir. Ce film, produit par Prima Linea Productions, est entièrement en noir et blanc et valeurs de gris, sauf dans l'histoire de Sumako, ou le sang est représenté en rouge. Le film est l'œuvre de célèbres dessinateurs contemporains comprenant: Blutch, Charles Burns, Marie Caillou, Pierre di Sciullo, Lorenzo Mattotti et Richard McGuire.

## Fiche technique
- Réalisation et auteurs graphiques : Blutch, Charles Burns, Marie Caillou, Pierre di Sciullo, Lorenzo Mattotti, Richard McGuire
- Direction artistique : Étienne Robial
- Scénario : Blutch, Charles Burns, Romain Slocombe, Pierre di Sciullo, Jerry Kramsky, Richard McGuire, Michel Pirus
- Adaptation : Philippe Paringaux
- Musiques : René Aubry, Boris Gronemberger, Laurent Perez del Mar, George Van Dam
- Production déléguée : Valérie Schermann et Christophe Jankovic
- Production exécutive : Valérie Schermann, Christophe Jankovic, Denis Friedman, Vincent Tavier, Philippe Kauffmann
- Direction de production : Tanguy Olivier
- Animation : Jean-Christophe Lie, Yves Fleury-Collet, Pieter Vanluffelen, Livia Marchand, Xiaohua Zhou, Julien Dexant
- Décors : Céline Puthier, Jean-Michel Ponzio
- Compositing : Jean-Michel Bonnet, Pierre Lopes, Patricia Barbazan
- Montage : Céline Kelepikis
- Castings : Agathe Hassenforder, Nicolas Ronchi
- Sound design et montage son : Fred Demolder, Valene Leroy
- Mixage : Manu de Boissieu
- Etalonnage numérique : Peter Bernaers
- Sociétés de production : Prima Linea Productions, Def2shoot, Denis Friedman Productions, La Parti Production
- Sociétés de distribution : Diaphana
- Durée : 85 minutes
- Sortie française : 13 février 2008

## Segments
1. L'Aristocrate aux chiens (Blutch)
2. Les Formes (Pierre di Sciullo)
3. L'Insecte (Charles Burns)
4. Le Samouraï (Marie Caillou)
5. La Bête (Lorenzo Mattotti)
6. La Maison dans la neige (Richard McGuire)

## Distribution
- Aure Atika : Laura
- Arthur H : le narrateur
- François Creton : L’instituteur
- Guillaume Depardieu : Eric
- Nicole Garcia : La femme
- Louisa Pill : Sumako
- Christian Hecq : Le docteur, le samouraï

## Sélections
- Anima Mundi (Brésil), 2009.
- A-Tube, The Global Animation Film Festival, Varèse (Italie), 2009.
- Festival international du film fantastique de Puchon (Corée du Sud), 2008 - prix du Jury.
- Festival du film de Los Angeles (États-Unis), 2008.
- Festival international du film d'animation d'Annecy (France), 2008.
- Festival international du cinéma indépendant de Buenos Aires (Argentine), 2008.
- Festival international du film d'animation de Bruxelles (Belgique), 2008 - film d’ouverture du festival.
- 10th Cartoon Movie, Potsdam (Allemagne), 2008 - prix du meilleur producteur européen de l’année.
- Festival international du film fantastique de Gérardmer (France), 2008.
- Festival du film de Sundance (États-Unis), 2008.
- Festival international du film de Rome (Italie), 2007 - « film surprise » de la sélection officielle, hors compétition.